# 津別事件
津別事件（つべつじけん）とは、1947年（昭和22年）9月10日に北海道網走郡津別町で発生した抗争事件。 

## 概要
戦後、在日朝鮮人が道内の露店を荒らすようになった。露店を仕切る的屋はこの朝鮮人の暴挙に憤り、次第に反感を募らせていった。
1947年の夏になり、道内各所で夏祭りが開かれたが、的屋側は「このままでは一般人が寄り付かなくなる」という危機感から、道内最後の夏祭りを開く津別神社で朝鮮人に反撃を加えることになった。道内だけでなく本州の的屋も呼び寄せて、津別神社の祭りに備えた。
同年9月10日午前11時30分頃、3人の朝鮮人が遊戯場に現れ、金を払わずに遊んだ上、露店をひっくり返す暴挙を働いた。この場に居合わせた的屋らは3人を袋叩きにした。この3人は直ちに在日本朝鮮人連盟（朝連）北見支部に連絡を取り救援を求めた。北見支部では早速約20人の朝鮮人を集め、夕方に出発した。途中の美幌町では竹槍や棍棒などの凶器も積み込み、さらに人を集めて最終的には約50人に膨れ上がった。
北海道警察部美幌警察署が仲裁に入り、双方から3人の代表者を出させて交渉させることにした。しかし交渉は進展せず、午後11時になろうとした。そこで警察が再度介入し、解決案として「朝連は狼藉を働いた3人に謝罪と賠償をさせる」「朝連は1時間以内に彼らを引き取る」を提示し、ようやく両者の合意を得た。その頃になると、一般の津別町民約300人も現場に集まり、これまでの朝鮮人の行状を非難した。
午後11時20分頃、朝鮮人側から打ち上げ花火のようなものが的屋側に落下した。これをきっかけに両者は激突、町民も的屋側に加勢して投石した。乱闘は約30分間続いた。この衝突で、朝鮮人側に死者2人・重軽傷者19人、的屋側に軽傷者6人を出した。